# W. W. Rouse Ball
Walter William Rouse Ball (14 de agosto de 1850-4 de abril de 1925) fue un matemático inglés, abogado y miembro del Trinity College de Cambridge de 1878 a 1905.
Es conocido principalmente por su labor como historiador de las matemáticas y por ser autor de uno de los libros más populares de matemática recreativa, Mathematical Recreations and Essays, publicado por primera vez en 1892 y cuya edición actual, revisada por H. S. M. Coxeter, es la decimotercera.